# Gyenes László (színművész)

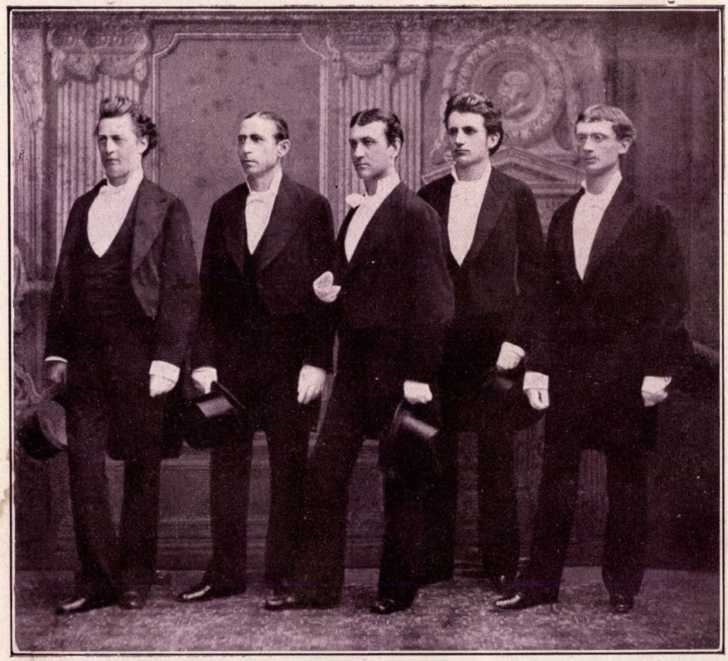
Bécsi magyar népszínműtársulat vezető alakjai: Krasznay Mihály, Szentgyörgyi István, Mátrai Betegh Béla, Gyenes László és Szombathelyi Béla, akiket Erzsébet királyné 1880. május havában Schönbrunnban kihallgatáson fogadott. Forrás: Magyar Színművészeti Lexikon 1. 1929.

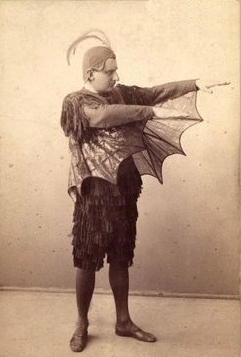
Madách Imre: Az ember tragédiája. Nemzeti Színház. Lucifer: Gyenes László

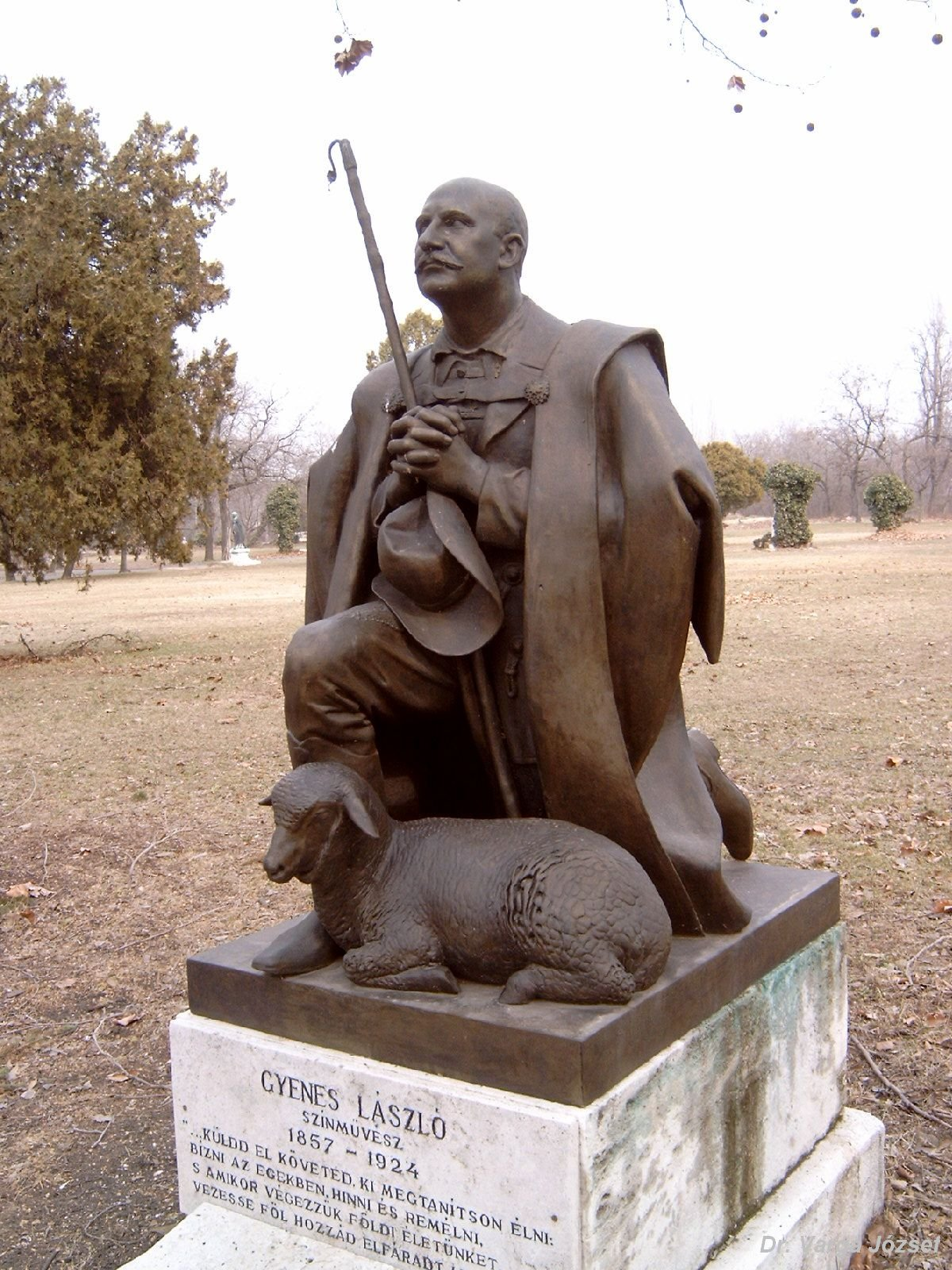
Gyenes László színész sírja Budapesten. Kerepesi temető: 45-1-97. Szobrász: Szentgyörgyi István

Solymosi Gyenes László (Monostor, 1857. március 7. – Budapest, 1924. november 7.) magyar drámai színész.

## Élete
Gyenes Márton és beleházi Bartal Anna fia. Középiskolai tanulmányai után 1875-ben a Színiakadémia növendéke lett, ahol 1878-ban végzett. Már ott feltűnt mint másodéves, Angelo címszerepében. Még nagyobb figyelmet keltett egy év múlva a III. Richárdban, nagy kifejező képességről téve bizonyságot. E siker nyomán a Nemzeti Casino tagjai utazási ösztöndíjat gyűjtöttek számára, mellyel az akkor már Mándoky Béla társulatánál Nagyváradon működő fiatal színész 1878 őszén Párizsba utazott. 
Hazatérve, 1879-től 1882-ig Kolozsvárott lépett színpadra, majd 1882-ben szerződött a Nemzeti Színházhoz, amelynek 1909-ben örökös tagja lett. 1920 és 1924 között drámai gyakorlatot és beszédet oktatott a Színiakadémián. Mint a főváros úri társadalmának is kedvelt tagja, egyike volt a "hunnisták"-nak és éppen a Hunnia csónakázó egylet uszodájában érte — halála előtt néhány évvel — az a szerencsétlenség, hogy egy rozsdás szög súlyos sebet ejtett lábán, amiből vérmérgezés támadt, s csak nehezen kerülhette el az amputálást. 1924 őszén influenzás lett, tüdőgyulladást kapott, és egy héttel később a Vöröskeresztkórházban elhunyt.
Gyenes László pályáját nem úgynevezett szenzációs diadalok, hanem az öntudatos művészi munka, a szinte páratlan lelkiismeretesség és a gyökeres magyarság megnyilvánulásai jellemezték. Egyéniségéből hiányzott a szertelenkedési hajlam és valószínűleg ennek köszönhette, hogy bukásban egyetlenegyszer sem volt része, egész működése alatt.

## Főbb szerepei
- Shylock (Shakespeare: A velencei kalmár)
- Tybalt (Shakespeare: Rómeó és Júlia)
- III. Richárd (Shakespeare)
- Edmund (Shakespeare: Lear király)
- Lucifer (Madách Imre: Az ember tragédiája, ősbemutató)
- Mephisto (Goethe: Faust)
- Jago (Shakespeare: Othello)
- Cassius (Shakespeare: Julius Caesar)
- Petruchio (Shakespeare: A makrancos hölgy)
- Bannai (Szigeti József: Rang és mód)
- Baracs gazda (Gárdonyi Géza: A bor)
- Számadó juhász (Gárdonyi Géza: Karácsonyi álom)
- Biberách (Katona József: Bánk bán)